# The Beano

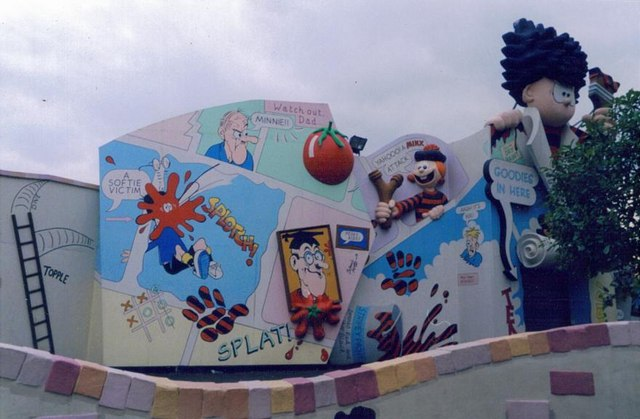
Beanoland (2002)

The Beano (voorheen: The Beano Comic) is een Brits stripblad.
In het blad verschenen onder andere de strips: Dennis the Menace, Roger the Dodger, Minnie the Minx, The Bash Street Kids en Billy Whizz.

## Geschiedenis
Het verscheen op 30 juli 1938 als The Beano Comic. Tijdens de Tweede Wereldoorlog verscheen het vanwege een papiertekort om de twee weken in plaats van wekelijks.
Vanaf 1950 werd de naam veranderd naar The Beano. In september 2009 verscheen het 3500ste nummer van het blad. In 2016 richtte de uitgever het bedrijf Beano Studios op. Dat bedrijf nam het beheer van het blad over. Daarnaast probeerde het de strippersonages uit The Beano ook in andere media te krijgen zoals op een nieuwe website en in televisieseries.

## Trivia
- Van 2000 tot 2010 had het attractiepark Chessington World of Adventures een gebied genaamd Beanoland.[7] Hier stonden attracties die de strips uit The Beano als thema hadden.
- De uitgever gaf van 1937 tot 2012 à 2013 ook het Britse stripblad The Dandy uit.